# 橘正晃
橘 正晃（、1925年〈大正14年〉3月18日 - 2000年代）は、日本の元俳優。

## 来歴
大衆劇場ムーランルージュ新宿座に在籍していたが、1950年ごろに専属俳優として東宝へ入社し、1951年に映画『愛と憎しみの彼方へ』（谷口千吉監督）でデビュー。1970年に俳優の一斉解雇が行われるまでジャンルを問わず数多くの作品に出演し、新聞記者や軍人などを多く演じた。
円谷英二とは『ゴジラ』出演以前から知人であったといい、第1期ウルトラシリーズをはじめとする円谷プロ作品にも常連的に出演していた。
俳優引退後は芸能界から離れ一般商社に勤めていたが、1991年の『ゴジラvsキングギドラ』公開直前に放送されたNHKの特番に堺左千夫とともに出演し、インタビューに答えていた。
詳細な年月日は不明だが、俳優仲間であった中島春雄が2010年に発表した自著の中で「親しい仲間だったけど、二、三年前に亡くなった」と記している。

## 人物・エピソード
俳優仲間からは「バナさん」と呼ばれ親しまれていた。
舞台出身で、司会を特技としていた。『日本一のホラ吹き男』では、ラストシーンで結婚式の司会を演じている。東宝の女優であった記平佳枝は、撮影の待ち時間によく橘の講談や怪談などを聞いていたと述べている。
ものまねも得意としていたが、共演者の加藤茂雄によれば『太平洋の鷲』の三重ロケでロケバスの中で大河内傳次郎のものまねを披露していたところ、大河内本人がバスに乗ってきてしまい、場が静まり返ったという。
1954年公開の『ゴジラ』で演じた実況アナウンサーは、1948年に発生した福井地震で危険を顧みずに実況をするアナウンサーをイメージしており、汗で顔が濡れるシーンでは自らの提案でオリーブオイルを顔に塗り、目の前で火をたいて演技をしたと語っている。

## 出演作品

### 映画
- 愛と憎しみの彼方へ（1951年）
- プーサン（1953年） - 警官・大山
- 七人の侍（1954年） - 野武士
- ゴジラシリーズ
  - ゴジラ（1954年） - テレビ塔のアナウンサー[1][12][3]
  - ゴジラの逆襲（1955年） - 大阪市のアナウンス（声）[4]・護送中の警官[13][12]
  - キングコング対ゴジラ（1962年） - 新聞A社記者[12][14]
  - モスラ対ゴジラ（1964年） - 倉田浜干拓地の男[4]・自衛隊員[4]・ホテル避難民[4]
  - 三大怪獣 地球最大の決戦（1964年） - 松本の避難民（喫茶店の客と展望台の観光客）[要出典]
  - 怪獣大戦争（1965年） - 宇宙局局員[15][4]
  - 怪獣総進撃（1968年） - 防衛軍幹部[7]
- 透明人間（1954年） - 街頭テレビを観る男・記者[要出典]
- 獣人雪男（1955年） - 村の男[要出典]
- 空の大怪獣 ラドン（1956年） - 警官[16][2]
- 地球防衛軍（1957年） - 学者・避難民・自衛隊員[要出典]
- 裸の大将（1958年） - バスの乗客
- 変身人間シリーズ
  - 美女と液体人間（1958年） - 「ホムラ」のクラブマネージャー[17]
  - 電送人間（1960年） - 鑑識系員[18]
  - ガス人間㐧1号（1960年） - 記者[19]
- コタンの口笛（1959年）
- 奥様三羽烏（1959年） - 谷川剛
- 暗黒街の対決（1960年） - 郵便配達人・荒神署の警官
- 僕は独身社員（1960年） - 「ヌーベル」のバーテン
- 恐妻党総裁に栄光あれ（1960年） - テレビアナウンサーB
- 駄々っ子亭主 続・姉さん女房（1960年） - カメラマン
- 愚連隊シリーズ
  - 独立愚連隊西へ（1960年） - 門番兵
  - どぶ鼠作戦（1962年） - 脱走兵
- 情無用の罠（1961年） - 家具屋
- 顔役暁に死す（1961年） - バーテンダー
- モスラ（1961年） - 新聞記者B社[18]
- 紅の海（1961年） - 記者・百円ハウスの不良船員
- 吼えろ脱獄囚（1962年） - バーテン
- 天国と地獄（1963年） - 横浜駅乗務員
- 海底軍艦（1963年） - 轟天建武隊軍曹・ムウ帝国人[要出典]
- 君も出世ができる（1964年） - 東和観光社員
- クレージー映画
  - 日本一のホラ吹き男（1964年） - 結婚式の司会[6]
  - 大冒険（1965年） - 刑事
  - 日本一の男の中の男（1967年） - 丸菱造船の人事部社員
  - 日本一の裏切り男（1968年） - 野党代議士
- フランケンシュタイン対地底怪獣（1965年） - 記者C[18]
- けものみち（1965年） - 会見場の記者
- 100発100中（1965年） - 刑事
- フランケンシュタインの怪獣 サンダ対ガイラ（1966年） - 記者6[18][2]
- キングコングの逆襲（1967年） - 自衛隊員
- 100発100中 黄金の眼（1968年） - ホテルの客
- 連合艦隊司令長官 山本五十六（1968年） - 有馬水雷参謀[18]
- 緯度0大作戦（1969年） - 記者[2]

### テレビドラマ
- ウルトラシリーズ
  - ウルトラQ（1966年）
    - 第4話「マンモスフラワー」 - 毎日新報記者[注釈 2]
    - 第11話「バルンガ」 - 日東新聞記者
    - 第17話「1/8計画」 - 1/8計画係員[注釈 2]

  - ウルトラマン 第24話「海底科学基地」（1966年） - 金城（海底センター職員）
  - ウルトラセブン 第8話「狙われた街」（1967年） - 町人（友里征二郎弔問客）
- 快獣ブースカ 第32話「すてきな快獣の日」（1967年） - 泥棒
- マイティジャック 第4話「祖国よ永遠なれ!!」（1968年） - 迎賓館警備員
- 戦え! マイティジャック 第4話「とられたものはとりかえせ!!」（1968年） - エイジア大使秘書
- 怪奇大作戦 第11話「ジャガーの眼は赤い」（1968年） - 刑事[注釈 3]